# Ролла (картина Жерве)
«Ролла» (фр. Rolla) — картина французского художника Анри Жерве, написанная в 1878 году по мотивам одноимённой романтической поэмы Альфреда де Мюссе. Находится в коллекции Музея изобразительных искусств Бордо (Франция).

## История
Картина иллюстрирует одну из сцен одноимённой романтической поэмы Альфреда де Мюссе (1833). Первоначально допущенная в Парижский салон 1878 года картина была исключена из него до открытия выставки для зрителей «по причине безнравственности и непристойности». Корсет на переднем плане, предложенный Жерве Эдгаром Дега, вызвал скандал, поскольку подчеркивал описание молодой женщины как проститутки.
После отказа Салона выставлять картину разгневанный Жерве три месяца выставлял «Роллу» в витрине мебельного магазина на улице Шоссе-д’Антен, где она собирала толпы людей и вызвала настоящий скандал. Газеты были полны этим, а Жерве прославился ещё больше. Годы спустя, в интервью, опубликованном в 1924 году, он всё ещё вспоминал, как злорадствовал при виде «непрерывного шествия» мимо витрины, которое он ясно предвидел и желал.. Таким образом, полотно вызвало скандал, подобный тому, что сопровождал за год до этого картину «Нана» Эдуарда Мане.

## Сюжет и описание
Сюжет картины навеян одноимённой поэмой Альфреда де Мюссе, одного из любимых писателей Жерве, написанной в 1833 году и повествующей о самоубийстве Жака Ролла, молодого буржуа-развратника. Однако художник позволил себе некоторую вольность в этой романтической драме. Молодой человек на картине представляет героя поэмы буржуа Жака Ролла, а девушка — Марион, проститутку, для которой позировала известная французская актриса и натурщица Эллен Андре. Однако Эллен отказалась, чтобы на картине было изображено её лицо, поэтому художник изобразил лицо другой натурщицы.
На картине изображена обнажённая женщина, за которой наблюдает мужчина, стоящий у её кровати. Опёршись на перила балкона у окна, открытого на парижские крыши и утреннее небо, мужчина в рубашке созерцает обнажённое тело спящей красавицы, лежащей во весь рост на большой кровати, занимающей почти все пространство роскошной спальни. Сладострастная нагота женщины, которой вторит расстегнутая рубашка мужчины, недвусмысленно предполагает чувственное опьянение ночи любви, усиленное на переднем плане, словно натюрмортом, грудой женского нижнего белья: красный корсет, подбитый белой, розовой шелковой подвязкой и накрахмаленной нижней юбкой, в котором запутались трость и цилиндр любовника. Лишь красные корсет и туфли, оставленные у ножки кровати нарушают общую гармонию картины, залитую мягкими оттенками молочно-белых и пастельных тонов — голубизной кровати и увенчивающего её балдахина, жемчужно-бархатно-розовым женским телом. Более тонкий контраст чувствуется между холодным светом рассвета и искусственным освещением от лампы, стоящей в изголовье кровати. Кажущийся беспорядок комнаты, тем не менее, не может скрыть искусного построения композиции. Горизонтальные и вертикальные линии стоек кровати и окна соответствуют диагоналям, проведённым кроватью, кованой балюстрадой и тростью.
Полотно раскрывает двойственность художника, разрывающегося между новаторскими исследованиями его друзей-импрессионистов и верностью академизму учителя Жерве Александра Кабанеля.

Этюды к картине
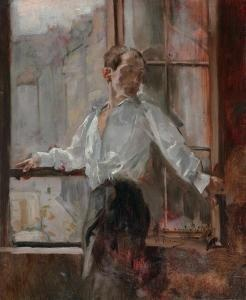
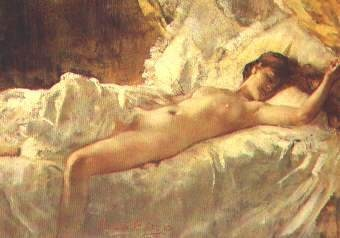